# 2,6-dichloorbenzonitril
2,6-dichloorbenzonitril (afgekort tot DBN of DCBN) is een zeer toxische organische verbinding met als brutoformule C7H3Cl2N. De stof komt voor als witte kristallen met een kenmerkende geur, die onoplosbaar zijn in water. Het is een belangrijk metaboliet van chloorthiamide.

## Toepassingen
2,6-dichloorbenzonitril wordt gebruikt als herbicide. De stof en de werking werden ontdekt in het midden van het jaren '50 van de 20e eeuw. Handelsnamen van de stof zijn Casoron, Decabane, Prefix D, Dyclomec, Niagara 5006 en Norosac.

## Toxicologie en veiligheid
2,6-dichloorbenzonitril ontleedt bij verhitting of bij verbranding, met vorming van giftige en corrosieve dampen (onder andere waterstofchloride, waterstofcyanide, stikstofoxiden en fosgeen). Het reageert met sterke basen, waarbij 2,6-dichloorbenzamide gevormd wordt.